# Тринге Смаили
Тринге Смаили Мартини Ивезай, известна като Тринге Смаили и като Яница извън Албания е албанска революционерка, която се бие срещу Османската империя в района на Малешията.

## Биография
Родена е през 1880 г. Нейният баща Смаил Мартини е католически лидер на племето Груда (в югоизточната част на Черна гора) Неговият подпис се появява в протестните петиции на северноалбанските племена, изпратени на европейски посланици и консули в Османската империя, включително от 9 май 1878 г. до френския посланик в Истанбул и от 15 юни 1878 г. Петициите изразяват тревогата и неодобрението на албанските племена от решенията на Санстефанския мирен договор и Берлинския конгрес, които дават по-голямата част от Вилаета Шкодра на Княжество Черна гора. Той е много активен в Призренската лига, присъединявайки се към бунтовниците до самото разпускане на организацията. През 1886 г. е арестуван и затворен в Анадола, откъде никога не се завръща. Освен това двамата синове на Смаил Гион и Зеф също се присъединяват към лигата и са убити в битка през 1883 г.
По времето, когато братята ѝ умират Тринге става клетвена девица – дава обет за целомъдрие и да носи мъжки дрехи, за да живее като мъж в патриархалното албанско общество в северната част на днешна Албания.
Тринге се присъединява към бунтовниците и се изявява в битката при Душизи. На 23 юни 1911 г. участва в подписването на Меморандума от Герче (село в Черна гора). Нейната бунтовническа активност продължава до 28 ноември 1912 г., когато е обявена Албанската декларация за независимост.
Тя никога не се омъжва и няма деца, поради това че по-рано е приела обет. Умира на 2 ноември 1917 г. и е заровена в семейните земи в планините Груда в село Кшеве, в днешна Черна гора. 2 години по-късно черногорската армия разрушава гроба ѝ, когато напада района.

## Завет
Нейният героизъм я прави известна и споменавана в епичните песни на черногорците и албанците. Фолклорната версия на нейния героизъм ни дава малко по-различно описание на събитията: Смаил Мартини, лидера на племето е отвлечен през 1911 г. във Вране от османците и тялото му никога не е открито, което принуждава Тринге да заеме неговото място. Тъй като въстанието Малисори от 1911 г. е подкрепено от черногорския крал Никола I, епичната песен изключва реалната история за смъртта на баща ѝ, скривайки всеки спомен за периода на Призренската лига, който би върна отново споровете за територия между албанците и Кралство Черна гора. Конфликтът между албанци и черногорци се повтаря малко след това. През 1911 г. „Ню Йорк таймс“ описва Тринге Смаили като албанската Жана д`Арк, основавайки се на черногорската версия на историята, която е чута някъде в Подгорица от кореспондент на вестника. Статията описва освен героизма на Тринге и нея като „красива млада жена“.
Нейната легенда живее на Балканите като една от най-героичните жени войни в историята на региона.
Няколко улици в Косово и Албания са наречени на нея и тя е приемана за национален герой на Албания.